# Héctor Trujillo
Héctor Bienvenido Trujillo Molina (San Cristóbal, 6 de abril de 1908 – Miami, 19 de octubre de 2002), alias Negro, fue un político dominicano, presidente de la República Dominicana por dos ocasiones, la primera como presidente interino desde el 1 de marzo hasta el 1 de octubre de 1951 y como presidente de la República desde el 16 de agosto de 1952 hasta el 3 de agosto de 1960. Fue hermano del dictador Rafael Leónidas Trujillo.

## Biografía
Héctor Bienvenido nació en la ciudad de San Cristóbal en 1908. Sus padres fueron José Trujillo Valdés y Julia Altagracia Molina Chevalier, esta última de ascendencia franco-haitiana. Era hermano del dictador de Rafael Leónidas Trujillo Molina. Héctor "el Negro", como era llamado y conocido popularmente, durante el mandato de Trujillo, llegó a ser secretario de Guerra, de Marina y Aviación y desde el 1 de marzo de 1951 al 1 de octubre de 1951 fue presidente interino. También tuvo la oportunidad de ser presidente de la República, aunque sea como disfraz o títere de su hermano durante los 31 años de dictadura de Trujillo. Su mandato se produce "supuestamente" desde el 16 de agosto de 1952 hasta el 3 de agosto de 1960. En 1959 fue nombrado generalísimo por orden de Rafael Trujillo.
Durante el mandato de Héctor Trujillo, se celebró la llamada "Feria de la Paz y la Confraternidad del Mundo Libre", con la cual se buscaba dar una buena imagen del país a los demás países del mundo, por los asesinatos ocurridos durante la dictadura de Trujillo.
Para las elecciones de 1957, Rafael Trujillo volvió a rechazar la presidencia, pero en cambio volvió a proponer a su hermano Héctor como presidente, y también se encargó de modificar la constitución, con la cual se crea el cargo de vicepresidente. Las cosas salieron tal como Trujillo las planeó, Héctor Trujillo ganó nuevamente la presidencia y Joaquín Balaguer, en el 1960, tratando de suavizar las sanciones de la OEA, y a los Estados Unidos, hace renunciar a su hermano "Negro" y el jurista Joaquín Balaguer quedó como presidente títere, aunque en 1961, tras la caída de Trujillo, Balaguer queda como presidente y hombre fuerte encargado de dirigir la República a la democracia y extirpar el "Trujillismo".

### Llegada a la presidencia del país
Según algunos periodistas de la época, las peticiones para que Rafael Trujillo se reeligiera vinieron de todas partes, principalmente de sus seguidores y hasta del Senado, de donde se llegó incluso a dictar una resolución considerando de "alta conveniencia nacional" la reelección presidencial. Trujillo no quiso aspirar a otro mandato presidencial, por lo que recurrió a su hermano, quien ganó las elecciones sin un voto en contra. De esta forma llega a ser presidente de la república, aunque fuese como títere de su propio hermano.

### Muerte
Muere el 19 de octubre de 2002 en Miami, a los 94 años de edad .